# Hőnig
Hőnig (szlovákul Hanigovce, németül Hönigsdorf) község Szlovákiában, az Eperjesi kerület Kisszebeni járásában.

## Fekvése
Eperjestől 25 km-re északnyugatra, Kisszebentől 10 km-re északnyugatra fekszik.

## Története
Hőnig a 14. században a német jog alapján történt nemesi betelepítéssel keletkezett. Várát 1320 és 1330 között az Ákos nembeli Micsk bán fából építtette. A települést 1330-ban „Henigsdorf”-ként említik először. 1342-ben Nagy Lajos megengedte, hogy a várat a bán kővárrá építtesse át. 1349-ben „Henyngfalua”, 1364-ben „vilal Henningi”, 1392-ben „Naghennyng” néven szerepel a falu az írott forrásokban. A 14. század végéig a sárosi váruradalom része volt, majd a vár felépülte után annak tartozéka lett. 1427-ben 27 portája adózott. 1444 körül a cseh husziták foglalták el a várat. 
"A mohácsi vész utáni időkben történt, hogy Drugeth György a sógorával, valamint a Bebekekkel és Perényiekkel együtt azon volt, hogy Felső-Magyarországot az özvegy királyné hatalma alá hajtsa. Amikor Izabella ügye rosszra fordult, Tarczay György Lengyelországba ment, hogy új hadat gyűjtsön. Várai védelmét az időközben megözvegyült húgára bízta. A harcias várúrnő Ferdinánd hadvezére, Forgách Simon ugyanazt tette, amit Izabella hívei, csak ellenkező előjellel: ő a császár hatalma alá igyekezett hajtani az északi területeket. Az Izabellát támogatók fészkének tekintett két szomszédvár, Tarkő és Újvár ellen alvezéreit, Wolfgang Puchaimet és Marcel Dietrichet küldte. Tarczay Anna nem várakozott ölbe tett kézzel, sőt nagyon is agilisnak bizonyult. Hogy mit csinált, pontosan tudjuk az egri káptalan előtt tett tanúvallomásokból. A legfontosabb tanú az egykori Újvár várnagya, Mukk Bálint volt."
Mukk Bálintnak (Valentinus Mukk) az egri káptalan előtt 1559-ben tett tanúvallomása, a Diplomatarium Comitatus Sarosiensis "Sáros megye okmánytára" című 1780-ban Pozsonyban nyomatott kiadványban latin nyelven megtalálható.
1556. július 12-én elfoglalták. 1557-ben leégett, azóta rom. A falu a 16. században a Perényieké, később a Tarczay család birtoka. A 17. századtól a Péchy család tulajdonában állt. 1787-ben 70 házában 456 lakos élt.
A 18. század végén Vályi András így ír róla: „HENIG. Königsdorf, Hanikovcze. Tót falu Sáros Várm. földes Ura Péchi Uraség, lakosai katolikusok, fekszik Péchújfalunak szomszédságában, és annak filiája, réttye, legelője tágas, erdeji, és piatzozásai közel vannak.”
1828-ban 53 háza volt 391 lakossal, akik főként mezőgazdaságból éltek. A 19. század közepén éhínség pusztított, mely után lakói közül sokan kivándoroltak.
Fényes Elek 1851-ben kiadott geográfiai szótárában így ír a faluról: „Henigh, (Hanigowce, Hönigsdorf), orosz falu, Sáros vmegyében, Héthárshoz északra 1/2 órányira; 13 római, 366 g. kath. 16 zsidó lak. Gör. kath. anyaszentegyház. Hegyes, sovány határ. Nagy erdő. Északra 1/4 órányira fekszik a most romokban heverő Péch-Ujvár. Ut. p. Eperjes.”
A trianoni diktátumig Sáros vármegye Kisszebeni járásához tartozott.

## Népessége
| Év:            | 1994. | 2004.    | 2014.   | 2024.   |
| -------------- | ----- | -------- | ------- | ------- |
| Emberek száma: | 173   | 130      | 133     | 126     |
| Eltérés:       |       | -24,85 % | +2,30 % | -5,26 % |

| Év:            | 2023. | 2024.   |
| -------------- | ----- | ------- |
| Emberek száma: | 127   | 126     |
| Eltérés:       |       | -0,78 % |

1910-ben a falunak 663, túlnyomórészt ruszin lakosa volt.
2001-ben 136 lakosából 128 szlovák és 6 ruszin volt.
2011-ben 133 lakosából 122 szlovák.

## Nevezetességei

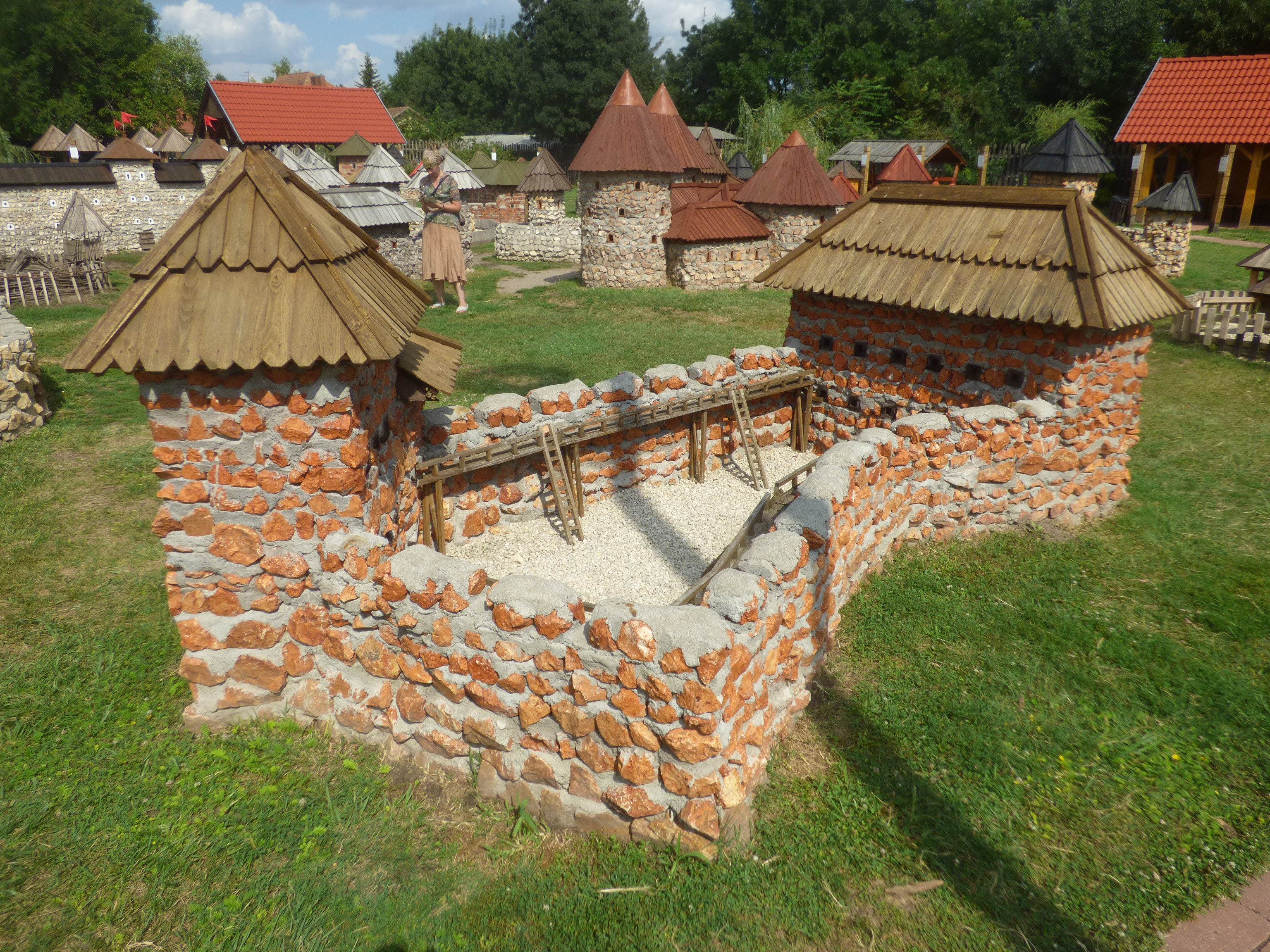
Várának makettje a dinnyési Várparkban

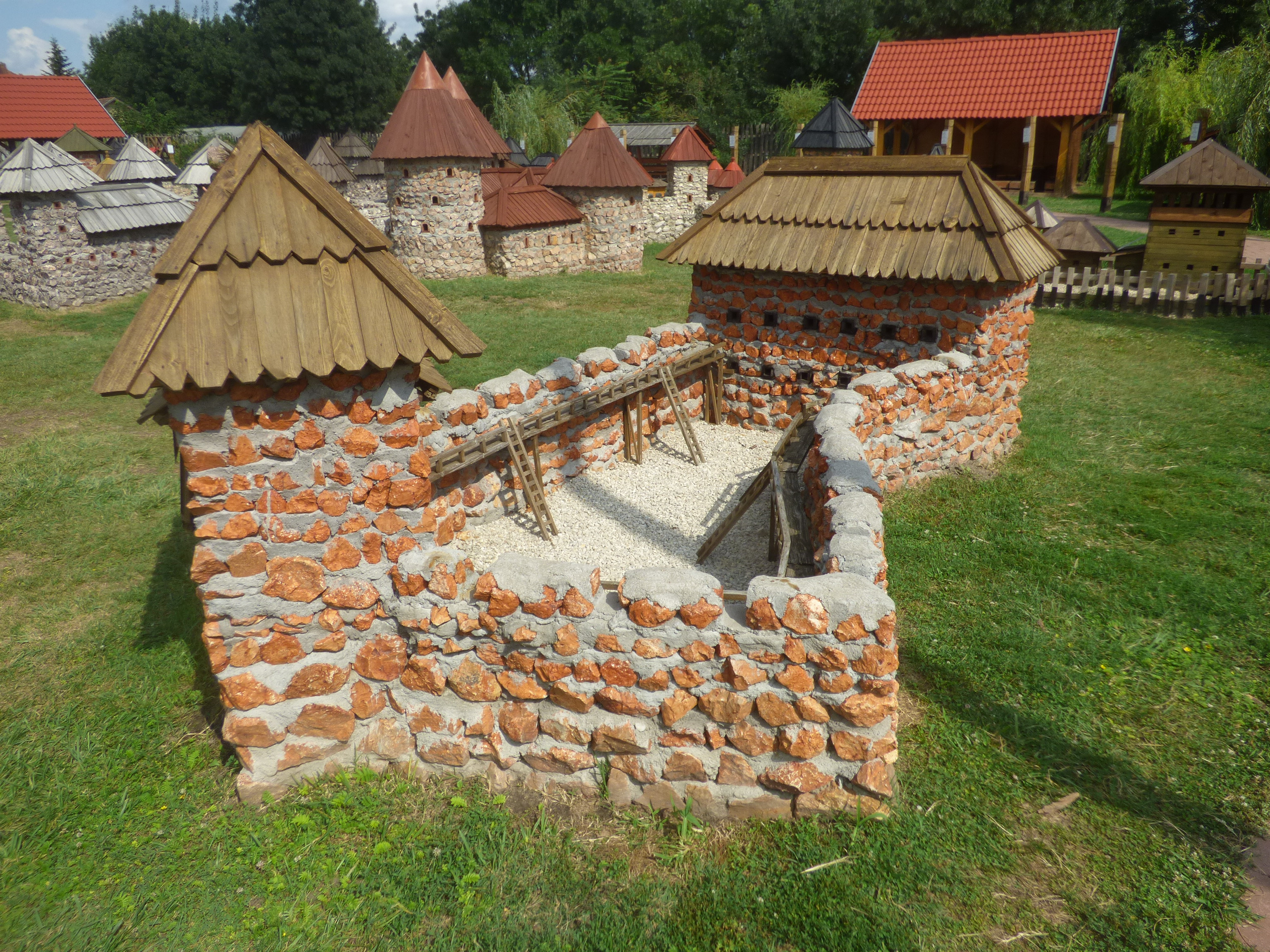
Várának makettje a dinnyési Várparkban

- A falu határában állnak Újvár várának romjai (14. század).
- Szent Demeter tiszteletére szentelt görögkatolikus fatemploma 1863-ban épült.